# Batalha de Gangut

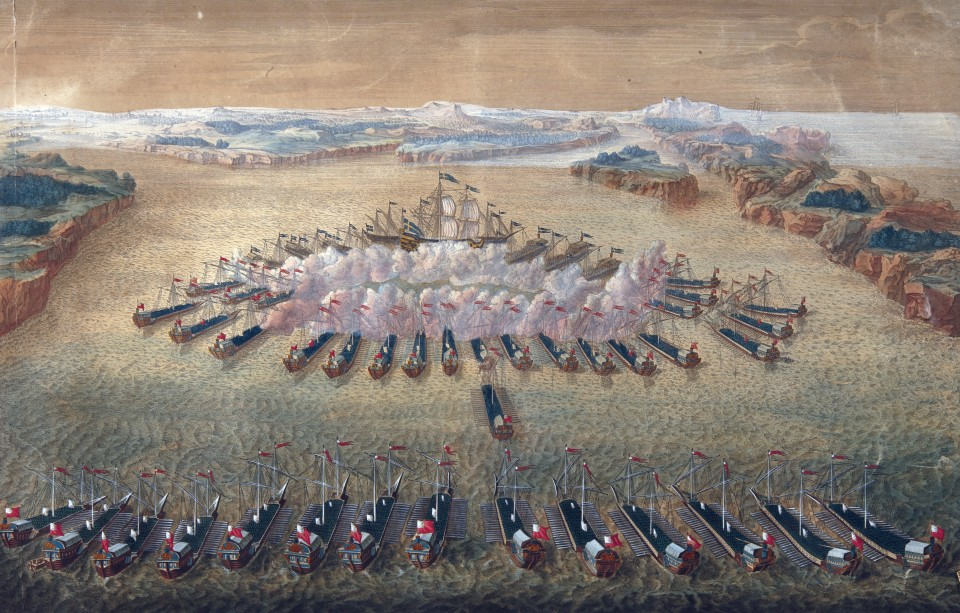
Batalha de Gangut

A Batalha de Gangut (russo: Гангутское сражение, finlandês: Riilahden taistelu, Finlândia sueco: Slaget vid Rilax, sueco: Sjöslaget vid Hangöudd) ocorreu em 27 de julho / 7 de agosto de 1714 Greg. durante a Grande Guerra do Norte (1700–1721), nas águas da Baía de Riilahti, ao norte da Península de Hanko, próximo ao local da atual cidade de Hanko, Finlândia, entre a Marinha Sueca e a Marinha Imperial Russa. Foi a primeira vitória importante da frota russa em sua história. É comemorado na Rússia como um dos Dias de Honra Militar.

## Consequências

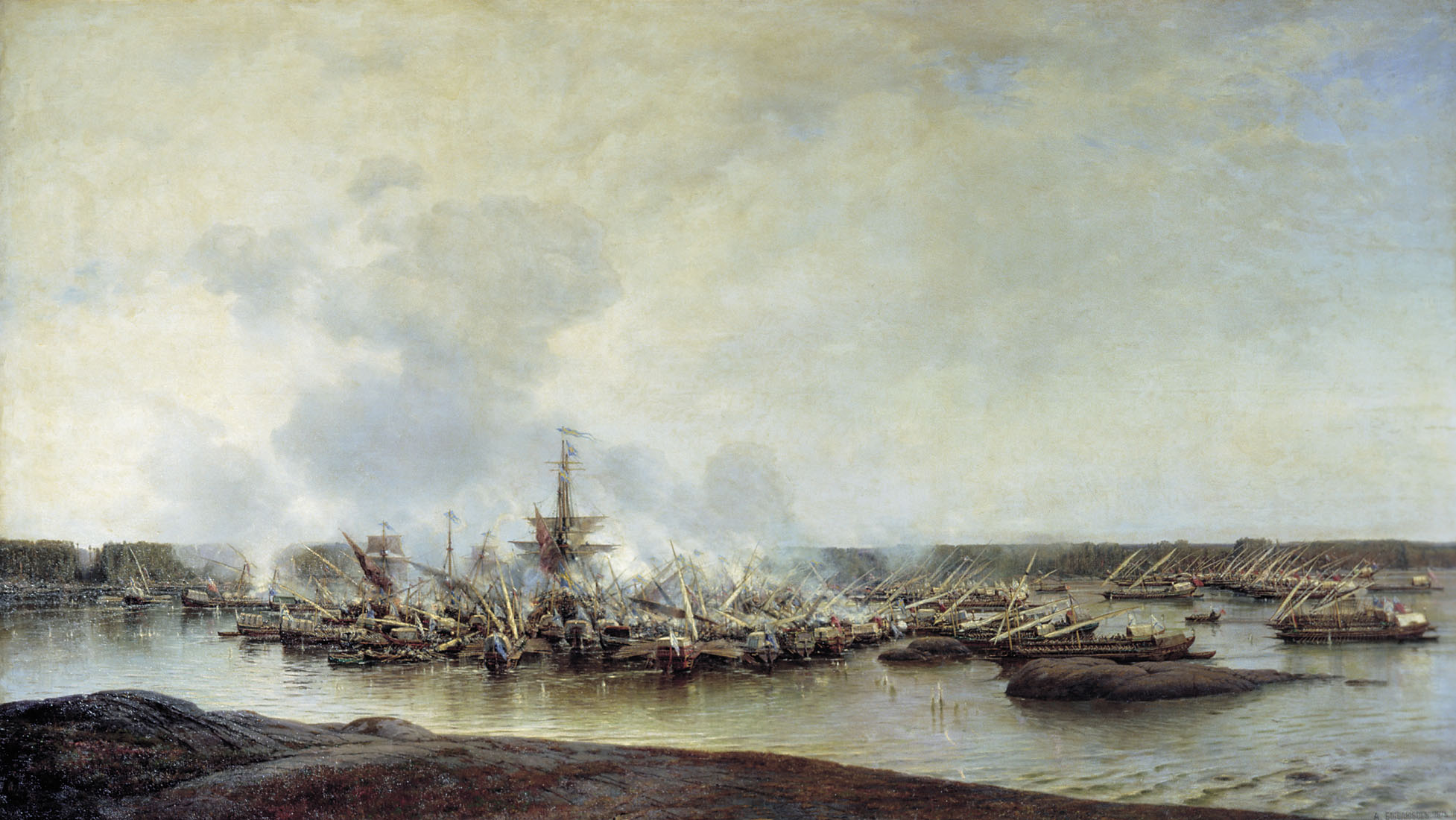
Navios destruídos após a batalha

Embora a derrota do pequeno esquadrão sueco não tenha tido muitas consequências, o fato de mais de 70 galés russas terem ultrapassado o bloqueio sueco em Hangö e alcançado o Mar do Arquipélago teve. A frota de batalha sueca que bloqueava a Península de Hanko foi rapidamente movida para o oeste de Åland para proteger a Suécia contra-ataques de galeras russas. Isso também abriu a rota costeira para os transportes russos. Uma frota de galera russa comandada pelo almirante Fiódor Apraksin partiu de Rilax em 1º de agosto para navegar em direção a Åbode onde continuou já em 5 de agosto em direção a Åland. Em 8 de agosto, Apraksin alcançou a costa leste de Åland, provocando a retirada sueca das ilhas. Em 13 de agosto, toda Åland estava sob controle russo. Como a frota de batalha sueca impediu Apraksin de chegar à Suécia, as galeras foram desviadas para apoiar o exército russo lutando ao longo da costa do Golfo de Bótnia com um pequeno esquadrão saqueando e arrasando a cidade sueca de Umeå em 18 de setembro. A presença da frota de galés russa na Baía de Bótnia forçou os remanescentes do exército sueco na Finlândia a se retirarem às pressas para o rio Torne para evitar serem cercados.